# Армия Полуострова
Армия Полуострова (англ. The Army of the Peninsula), также называлась армией Магрудера (Magruder’s Army), представляла собой одну из армий Конфедеративных штатов Америки в первые годы Гражданской войны в США.
В мае 1861 года полковник Джон Магрудер был назначен командующим войсками Конфедерации на Вирджинском полуострове. Штаб армии находился в Йорктауне. 26 мая военный секретарь Конфедерации Лерой Уолкер подписал приказ о формировании военного департамента на полуострове (Department of the Peninsula), и армия получила название по имени департамента. Уже 10 июня армия приняла участие в сражении при Биг-Бетель — одном из первых боевых столкновений гражданской войны.
Армия состояла из двух дивизий. Лафайет Маклоуз командовал второй дивизией с 10 ноября 1861 по 12 апреля 1862 года. Первой дивизией командовал Габриэль Рейнс. В апреле 1862 армия была усилена бригадами Тумбса, Семмса и Гриффина.
Изначально армия насчитывала 11 000 человек, но к концу года увеличилась до 13 000. Магрудер получил звание генерал-майора. Для армии был разработан красно-белый боевой флаг. 4 апреля Армия Полуострова встретила под Йорктауном федеральную Потомакскую армию и остановила её наступление, позволив генералу Джозефу Джонстону перебросить на полуостров Северовирджинскую армию. 12 апреля 1862 года Армия Полуострова была объединена с армией Джонстона и прекратила самостоятельное существование. Магрудер стал командовать правым флангом обороны Йорктауна.
Красно-белый флаг армии еще некоторое время использовался отдельными её частями.